# Common Development and Distribution License
Die Common Development and Distribution License (CDDL) ist eine Open-Source-Lizenz von Sun Microsystems basierend auf der Mozilla Public License Version 1.1. Die CDDL wurde am 1. Dezember 2004 der Open Source Initiative zur Abklärung zugesandt und Mitte Januar 2005 für Open-Source-kompatibel befunden. Am 14. Juni 2005 wurde der Quellcode des von Sun Microsystems entwickelten Betriebssystems Solaris durch das OpenSolaris-Projekt unter die CDDL gestellt und somit als Open-Source-Software zur Verfügung gestellt.
Die CDDL ist auch von der Free Software Foundation (FSF) als freie Lizenz anerkannt. Diese empfiehlt deren Nutzung jedoch nicht zusammen mit der eigenen GNU General Public License (GPL). Laut FSF ist die CDDL im Rahmen eines abgeleiteten Werkes nicht kompatibel mit der GPL. Die CDDL enthält eine Klausel, nach der die Lizenz für einen bestimmten Lizenznehmer ungültig wird, wenn dieser Lizenznehmer rechtliche Schritte gegen den Lizenzgeber unternimmt, die sich auf durch das lizenzierte Werk eventuell verletzte Patente beziehen. In diesem Fall erlischt die Lizenz innerhalb von 60 Tagen, sofern die Patentklage in dieser Frist nicht zurückgezogen wird. Die aktuelle Fassung der GPL schließt jedoch die gleichzeitige Verwendung einer Lizenz (im Rahmen eines abgeleiteten Werkes), die zusätzliche Restriktionen (hier: das Verbot von Patentklagen gegen Entwickler/Lizenzgeber) enthält, aus. Es gibt jedoch auch Einzelne, wie z. B. cdrtools-Autor Jörg Schilling, welche eine Kompatibilität der GPL mit der CDDL im Rahmen eines "kombinierten Werkes" sehen (siehe auch Lizenzdiskussion bei den cdrtools). Die Frage der GPL-Kompatibilität wurde teils hitzig im FLOSS-Umfeld diskutiert.
Die CDDL erlaubt die gleichzeitige Existenz mit Code unterschiedlicher Lizenzen nebeneinander, solange dies nicht die Lizenzbedingungen der unter die CDDL gestellten Programmteile verändert. Unter der CDDL veröffentlichter Code darf auch bei Veränderung nur unter Beibehaltung des Lizenztextes weiterverbreitet werden.